# هونتایم
هونتایم (به آلمانی: Hontheim) یک شهر در آلمان است که در برنکاستل-ویتلیش واقع شده‌است. هونتایم ۸۳۹ نفر جمعیت دارد.